# Aranui 5
Die Aranui 5 ist ein im Herbst 2015 fertiggestelltes Kombischiff der in Papeete ansässigen Reederei Compagnie Polynesienne de Transport Maritime.

## Geschichte

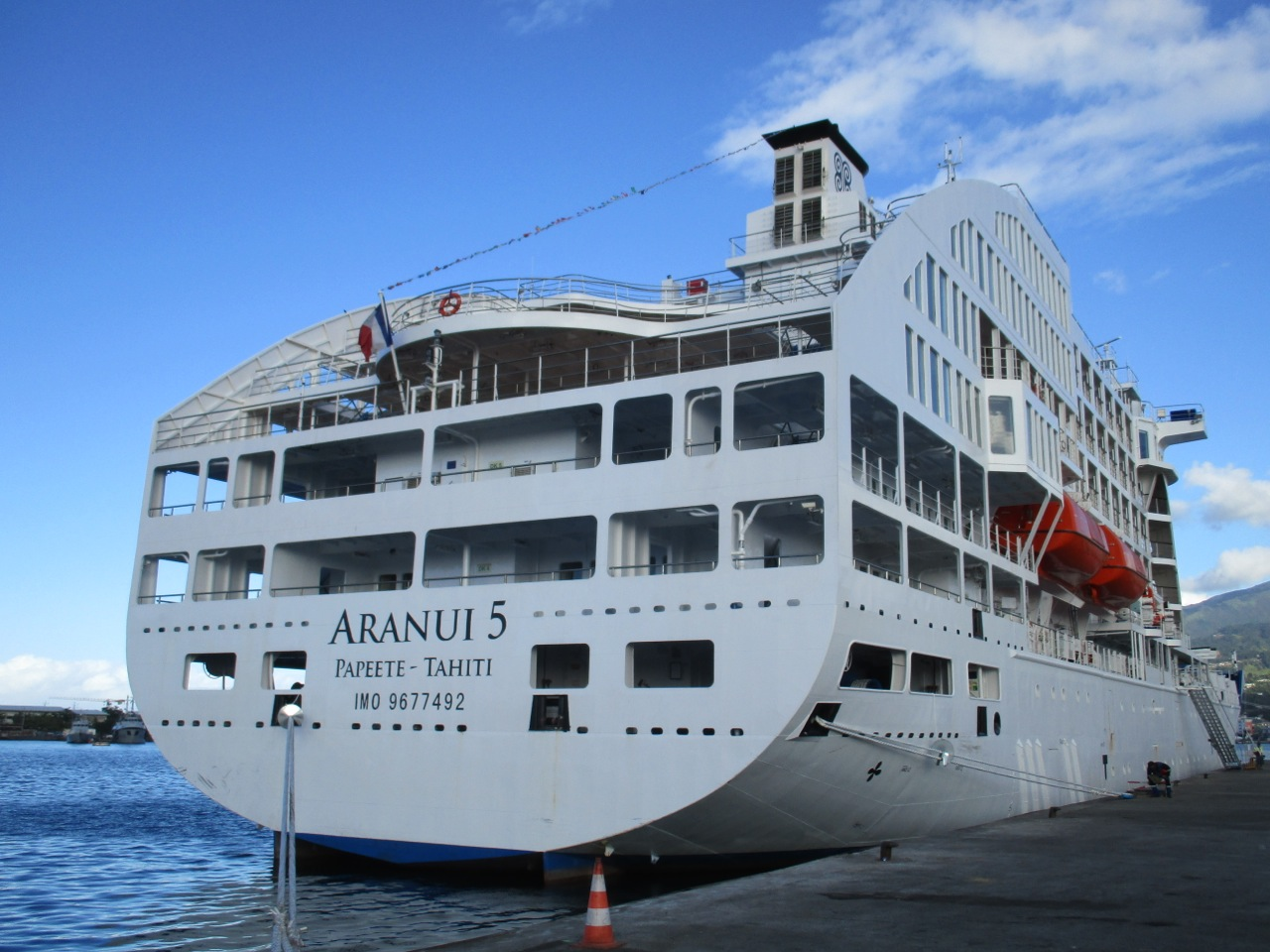
Heckansicht des Schiffes, November 2015

Die Aranui 5 wurde als Nachfolger der 2003 in Dienst gestellten Aranui 3 unter der Baunummer K-19 bei der Huanghai Shipbuilding Co. in Shandong gebaut. Der Entwurf des Schiffes stammte von dem in Hamburg ansässigen Unternehmen Shiptec und dem in San Francisco ansässigen Unternehmen Team 7 International. Letzteres ist auch für die Inneneinrichtung verantwortlich.
Sie lief am 8. Februar 2015 vom Stapel. Die Ablieferung an die Compagnie Polynesienne de Transport Maritime erfolgte am 16. Oktober 2015. Nach der Überführung nach Tahiti traf das Schiff am 9. November 2015 zur offiziellen Übergabe in Papeete ein. Am 12. Dezember 2015 folgte die Indienststellung.
Während der Olympischen Spiele 2024 wurde das Schiff als Unterkunft für die Teilnehmer des vom 27. bis zum 30. Juli ausgetragenen Surfwettbewerbs in Teahupoʻo auf Tahiti eingesetzt.

## Einsatz
Das Schiff dient der Versorgung des zu Französisch-Polynesien gehörenden Tuamotu-Archipels und der Inselgruppe Marquesas und verkehrt dafür regelmäßig auf vierzehntägigen Rundreisen zwischen den zu den Gesellschaftsinseln gehörenden Inseln Tahiti und Bora Bora, den Atollen Fakarava und Rangiroa sowie mehreren Marquesas-Inseln, wo unter anderem Konsumgüter und Nahrungsmittel angelandet und landwirtschaftliche Produkte und Fisch für den Transport nach Tahiti geladen werden.
Das Schiff wird außerdem für Kreuzfahrten vermarktet. An Bord ist Platz für 254 Passagiere, die in 103 Kabinen untergebracht werden können. Zur Ausstattung der Aranui 5 zählen ein Speisesaal, eine Lounge, zwei Konferenzräume, drei Bars (darunter die Panorama-Bar Sky Bar), ein Fitnessraum, ein Massageraum, ein Bordgeschäft sowie ein Außenpool. Zudem verfügt das Schiff über ein eigenes Tattoo-Studio.

## Technische Daten
Das Schiff wird von zwei Viertakt-Achtzylinder-Dieselmotoren des Herstellers Caterpillar (Typ: MaK 8M32C) mit zusammen 8000 kW Leistung angetrieben. Die Motoren wirken auf zwei Verstellpropeller.
Für die Stromerzeugung stehen zwei von den Hauptmotoren angetriebene Generatoren mit 1500 kW Leistung (1875 kVA Scheinleistung) sowie zwei Dieselgeneratoren mit 1076 kW Leistung (Scheinleistung 1345 kVA) und zwei Dieselgeneratoren mit 550 kW Leistung (688 kVA Scheinleistung) zur Verfügung. Weiterhin wurde ein Notgenerator mit 250 kW Leistung (313 kVA Scheinleistung) verbaut.
Das Schiff ist mit vier Laderäumen mit einer Kapazität von zusammen rund 6391 m³ ausgestattet. Die Laderäume befinden sich vor den Decksaufbauten. Sie werden mit Faltlukendeckeln verschlossen. Für den Ladungsumschlag stehen zwei Liebherr-Krane zur Verfügung, die mittschiffs zwischen Laderaum 1 und 2 sowie Laderaum 3 und 4 angeordnet sind.